# Teleocephala
Die Teleocephala umfassen alle rezenten Echten Knochenfische (Teleostei) und wurden von Mário de Pinna (1996) nur geschaffen, um einige ausgestorbene, primitivere „Vorstufen“ ausschließen zu können. Sie umfassen somit die vier überlebenden Teleosteer-Kohorten der Elopomorpha, Osteoglossomorpha, Otomorpha und Euteleosteomorpha.

## Merkmale
Die Teleocephala lassen sich durch folgende anatomischen Merkmale charakterisieren (Wiley und Johnson 2010):
1. Drei knöcherne Pharyngobranchialia (oberste Knochen des Kiemenkorbs), das vierte knorpelig und mit einer Zahnplatte.
2. Craniotemporalmuskel (eine Abgliederung vom epaxonischen Rumpfmuskel-Paket) zwischen Supraoccipitale und Supratemporale (Schädelknochen).
3. Fünf oder weniger Uroneuralia im Schwanzflossenskelett. Man kann drei obere Uroneuralia (oder weniger) von einer Gruppe vorderer unterscheiden, die mehr waagrecht liegen. Das UN 1 reicht vorne bis ans PU 2 (vorletzter gehöhlter Schwanzwirbel).
4. Neben-Nasensäcke sind vorhanden und dienen der Durchströmung der Fischnase bei Maulbewegungen.
5. Jeder Rückenflossen-Strahl steht in Linie mit einem Flossenträger.
6. Ein Basihyale, ein Element zwischen den Zungenbeinen, ist als Ersatzknochen vorhanden.
7. Laterales Telencephalonbündel myelinisiert.
8. Der lobus vestibulolateralis des Cerebellum ist vorne (seitlich) ohne Hohlraum (ohne Lumen).